# Khán thính giả

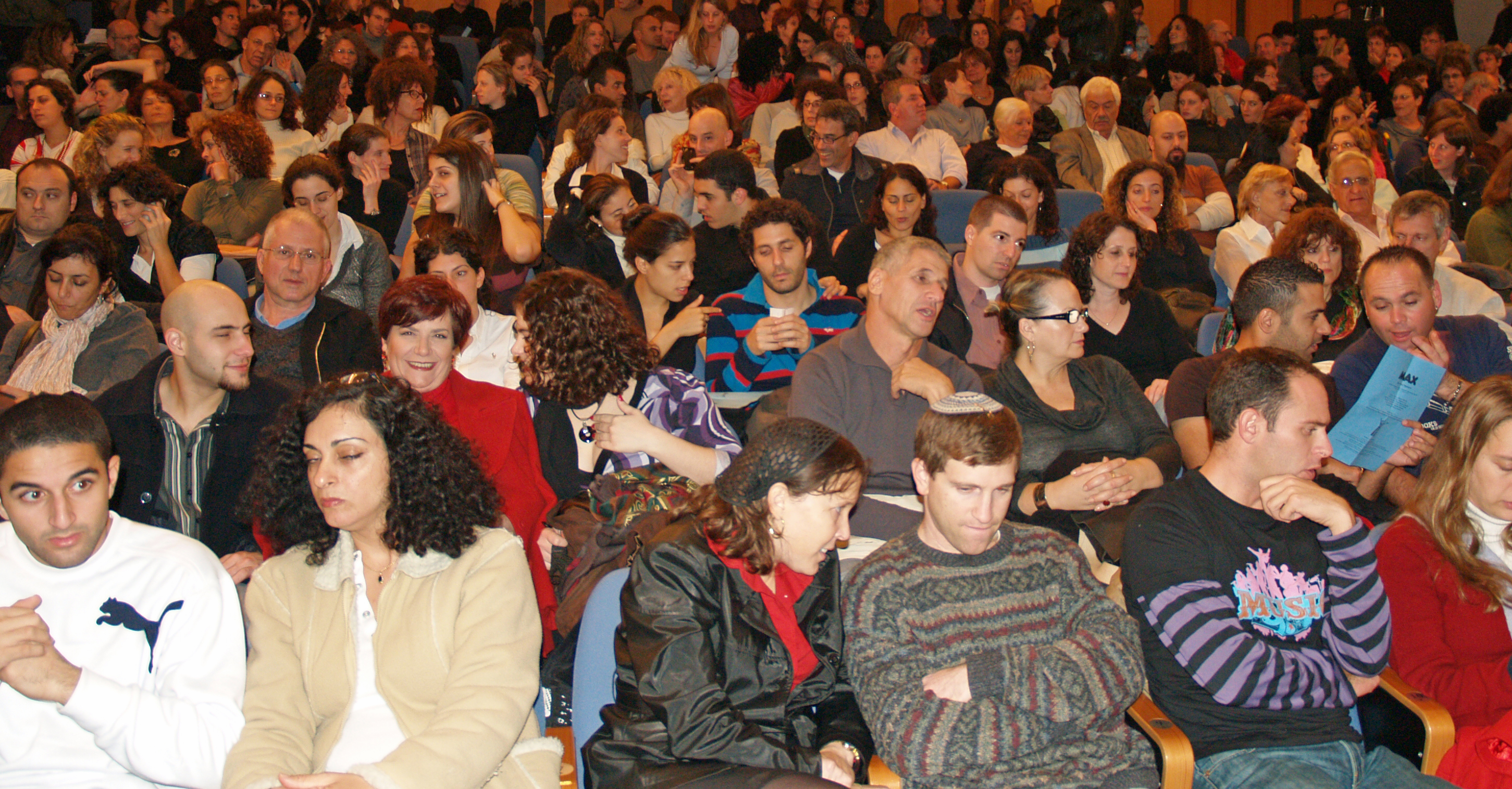
Khán giả tại thành phố Tel Aviv, Israel đang chờ đợi theo dõi màn trình diễn của Vũ đoàn Batsheva

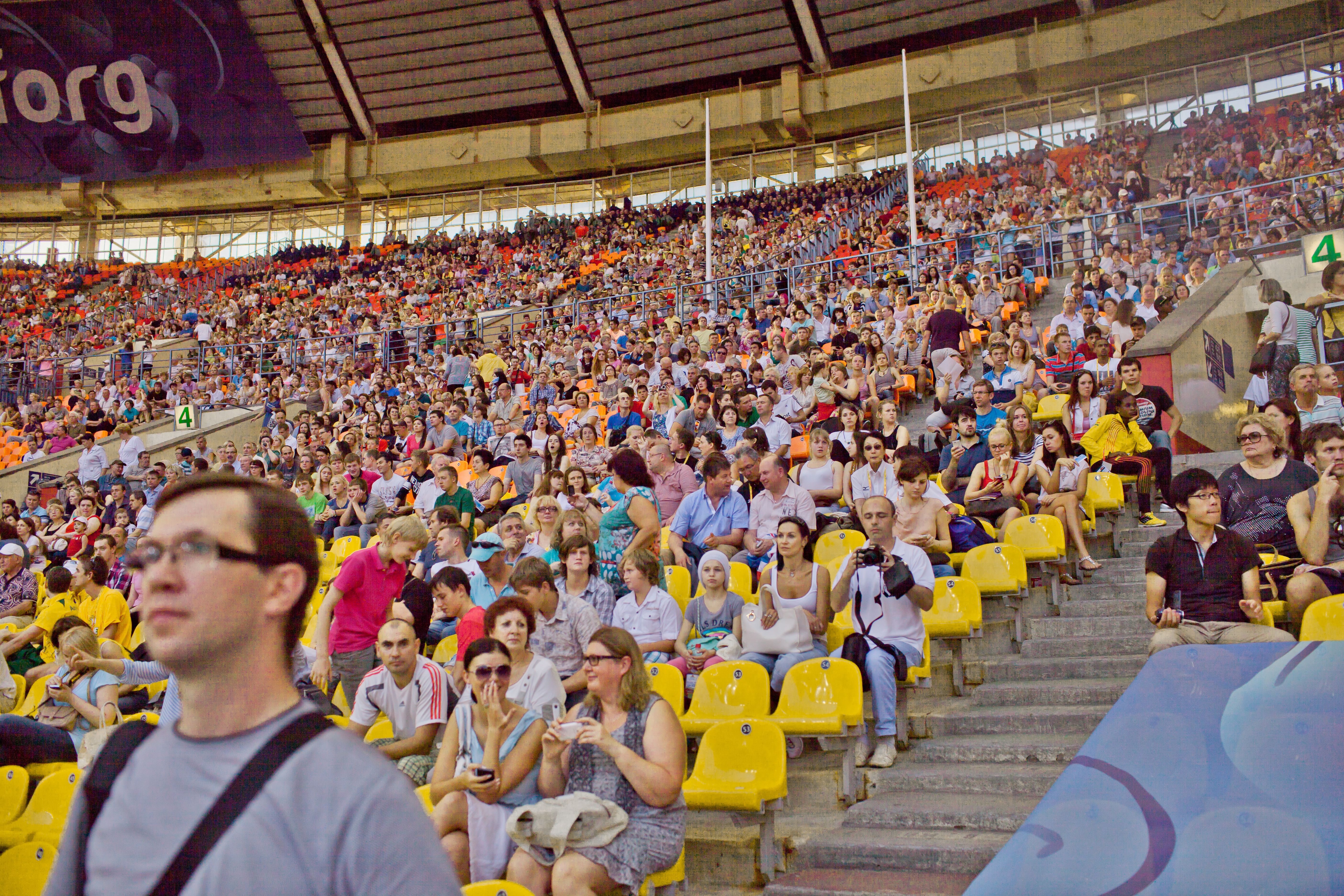
Khán giả tại Giải vô địch điền kinh thế giới năm 2013 tổ chức tại thủ đô Moskva, nước Nga.

Khán thính giả (tiếng Anh: audience), là sự kết hợp của hai đối tượng khán giả (còn gọi là "người xem" hay "bạn xem đài") và thính giả, tức một nhóm người tham gia một chương trình hay chiêm ngưỡng một tác phẩm nghệ thuật, đọc một tác phẩm văn học (trường hợp này gọi là "độc giả" hay "người đọc", "bạn đọc"), tham gia theo dõi sân khấu kịch, sân khấu âm nhạc (thường gọi là "thính giả" hay "người nghe"), tham gia chơi video game (trường hợp này còn gọi là "người chơi"), hoặc tham dự hội thảo khoa học, hàn lâm bằng bất cứ phương tiện nào. Họ có thể tham gia góp mặt ở nhiều loại hình nghệ thuật khác nhau và bằng nhiều cách khác nhau; một số sự kiện còn mời khán giả tham dự công khai, còn một số sự kiện khác lại chỉ cho phép khán giả vỗ tay, bình phẩm và đón nhận một cách vừa phải.
Ngành khoa học nghiên cứu khán thính giả truyền thông đã và đang được công nhận là một phần trong chương trình giảng dạy.